# Телепатия

В ранних парапсихологических «исследованиях» в целях экспериментального подтверждения возможности телепатической связи использовались карты Зенера

Телепа́тия (от др.-греч. τῆλε — «далеко, вдали» и πάθος — «чувство») — не имеющая надёжных экспериментальных доказательств гипотетическая способность мозга передавать и принимать мысли, образы, чувства и неосознаваемое состояние другому мозгу или организму на расстоянии, без использования каких бы то ни было известных средств коммуникации или манипуляции.
Термин «телепатия» был впервые употреблён в 1882 году Фредериком У. Х. Майерсом, одним из основателей британского Общества психических исследований, после экспериментов по попытке передачи мысли на расстоянии, которые он проводил вместе с тремя другими исследователями — Гёрни, Сиджуиком и Барреттом. Эксперименты, связанные с попытками доказать существование телепатии, проводились в Европе, США и Советском Союзе, но, несмотря на сообщения о некотором количестве предварительных положительных результатов, попытки воспроизвести их типично приводят к отрицательным результатам, отчего реальность феномена по-прежнему остаётся недоказанной. Учитывая отсутствие биологических предпосылок к телепатии и противоречие её существования основным установленным научным принципам, учёные часто рассматривают представления о существовании телепатии как псевдонаучные.
Многие исследователи паранормальных явлений считают телепатию и суггестию родственными явлениями, особенно в тех случаях, когда гипноз осуществляется на расстоянии. Майерс называл такой феномен «телепатическим гипнотизмом» (англ.  telepathic hypnotism).

## Виды
В парапсихологии принято отделять сознательную телепатию (так называемую «передачу и принятие мысли на расстоянии») от бессознательной (собственно «телепатии»). Согласно «Энциклопедии оккультизма и парапсихологии», изначально термин «сам по себе не рассматривался как объясняющий суть феномена, однако очень скоро именно эта функция стала ему приписываться». Таким образом (согласно Н. Фодору), на основании фактов, которыми предполагалось экспериментально демонстрировать возможность передачи и принятие мысли на расстоянии, был «сделан гигантский логический скачок» к заявлению о том, что она (телепатия) может служить средством общения, даже когда на сознательном уровне подобных попыток не предпринимается. Именно этот «скачок» впоследствии стал камнем преткновения в спорах между спиритуалистами и теми исследователями паранормальных явлений, которые пытались классифицировать как результат телепатического общения всё, что приписывалось «потусторонним» силам.
«Энциклопедия оккультизма и парапсихологии» так формулирует принципиальную разницу между телепатией и передачей и принятии мысли на расстоянии:

При телепатическом «общении» передающая сторона может не знать о том, что действует как агент, и принимающая сторона не готовит себя сознательно к приёму мысли. Телепатия не может быть объектом эксперимента, в то время как передача мысли на расстоянии — может. Передача мысли — рудиментарное свойство. Телепатия — высокоразвитый режим паранормального восприятия, и обычно «её механизм» приводится в действие сильными чувствами. Оригинальный текст (англ.)In telepathy the transmitter is often unaware that he acts as an agent and the receiver does not consciously prepare himself for the reception. Telepathy cannot be made a subject of experiments while thought transference can. Thought-transference is a rudimentary faculty. Telepathy is a well-developed mode of supernormal perception and is usually brought into play by the influence of very strong emotions.

Необходимость подобного разделения признавалась и исследователями «старой школы». Относившийся к числу скептиков Фрэнк Подмор говорил: «В то время, как попытка скорреллировать два типа явления вполне законна, вряд ли спонтанное явление такого рода стоит пытаться сделать основой теории телепатии». Майерс, оппонировавший Подомору, считал, что «…телепатия как свойство разума должно несомненно существовать во Вселенной, если бестелесный разум вообще во вселенной присутствует».
В парапсихологии рассматриваются несколько типов телепатии, в частности, латентная («отсроченная») и эмотивная (англ. emotive telepathy), а также ретрокогнитивная, прекогнитивная и интуитивная телепатия (в зависимости от того, касается ли переданная информация прошлого, будущего или настоящего).
Существует также разделение на физическую, сенсорную и мысленную формы телепатии.

## История
Вера в существование феномена телепатии уходит в глубокую древность.
Согласно Н. Фодору, сама по себе «молитва может быть рассмотрена как попытка телепатического общения с высшим существом».
Телепатические способности описываются в «Одиссее» Гомера — в рассказе о феаках, жителях Схерии, которые, чтобы «развозить по морям случайно занесённых на Схерию путников», пользовались кораблями без руля и кормчего: каждое судно понимало мысли корабельщиков .

### Сообщения о проявлениях
В числе наиболее известных примеров телепатических сообщений — случай с генерал-майором Р., описанный в «Протоколах ОПИ», т. I стр. 6.. 9 сентября 1848 года, будучи тяжело раненым во время осады Мултана (тогда ещё в должности полкового адъютанта) и решив, что конец близок, он попросил снять с его пальца кольцо и передать жене, которая находилась в 150 милях от места боевых действий. Последняя утверждала, что пребывала в полусне, когда явственно увидела, как её мужа уносят с поля боя и услышала его голос: «Снимите это кольцо с моего пальца и отошлите моей жене». Впоследствии, как утверждалось в документах ОПИ, достоверность происшедшего с обеих сторон была убедительно подтверждена.
Уильям Т. Стед (англ. William T. Stead), британский ясновидящий, который, как утверждалось, путём автоматического письма умел получать сообщения живущих, однажды, — в тот момент, когда думал об одной из своих знакомых, — непроизвольно записал на листе бумаги следующее: «Я очень сожалею, но должна сообщить вам, что пережила весьма болезненное переживание, о котором почти стыжусь рассказать. Я выехала из Хэслмира в 2:27 пополудни в вагоне второго класса. В моём вагоне находились две дамы и один джентльмен. Когда поезд остановился в Годалминге, женщины вышли, и я осталась с мужчиной наедине. Едва только поезд тронулся, он приблизился ко мне и уселся рядом. Я попыталась оттолкнуть его, но он поцеловал меня. Вне себя от ярости, я вынуждена была бороться с ним. Я выхватила зонтик и ударила им его, но зонтик сломался и я уже стала опасаться, что он возьмёт верх, но тут поезд начал замедлять ход перед станцией Гилдфорде. Он испугался, отпустил меня и ещё прежде чем поезд подошел к платформе, выпрыгнул и убежал. Я очень расстроена. Но у меня остался зонтик».
Стед направил своего секретаря к женщине с запиской, в которой выражалось сожаление о случившемся. «Обязательно принесите в среду зонтик этого мужчины», — добавил он. В ответ он получил письмо с такими словами: «Мне очень жаль, что вы узнали об этом. Я решила, что никому рассказывать об этом не стану. Да, я принесу сломанный зонтик, но это был мой зонтик, а не его».
Решимость женщины никому не рассказывать об этом неприятном происшествии (как отмечает Н. Фодор), по-видимому, свидетельствует о том, что телепатическое послание может быть не только бессознательным, но и прямо противоречить намерениям сознания.

#### Телепатия и животные
Высказывались предположения о том, что феномен телепатии существует не только в человеческом сообществе. Возможно, самый яркий пример телепатической связи животного с человеком описал Райдер Хаггард в Journal of the S.P.R. в октябре 1904 года. Ночью 7 июля 1904 года миссис Хаггард услышала, как муж во сне издает странные звуки, напоминавшие стоны раненого животного. Проснувшись, писатель рассказал ей, что испытал во сне «тягостное ощущение сдавленности», словно от удушения. При этом он осознавал, что видит мир глазами своей собаки:

Я увидел старину Боба лежащего на боку в зарослях кустарника у воды. Моя собственная личность таинственным образом словно бы перешла ко псу, морда которого приподнималась вверх под каким-то неестественным углом. Боб словно бы пытался заговорить со мной и, будучи неспособен передать смысл звуками, передал мысленно совершенно явственное представление о том, что он умирает.
Собаку Хаггардов по кличке Боб действительно нашли мёртвой четыре дня спустя в воде с раздробленным черепом и перебитыми лапами. Его сбил поезд на мосту и сбросил в воду. Окровавленный ошейник был найден на мосту наутро после той ночи, когда его хозяину якобы приснился пророческий сон.
Уильям Дж. Лонг (англ. William J. Long) в книге «Как говорят животные» (англ. How Animals Talk) описал многочисленные случаи проявления телепатического общения среди животных, в частности, в стаях волков, где детёныши, судя по всему, повинуются беззвучным сигналам, посылаемым матерью. Н. Фодор предполагал, что феномен знаменитых лошадей из Эльберфельда может служить примером телепатической передачи информации — от человека животному.

#### Телепатия и медиумизм
Феномен телепатии и предполагаемая возможность передачи, принятии мысли и образов на расстояние (иногда одновременно нескольким реципиентам) явилась камнем преткновения в спорах между спиритуалистами и сторонниками теорий, связанных с телепатией. Последними высказывались предположения, что сообщения, получаемые на спиритических сеансах медиумами всего лишь телепатически «вылавливаются» из информационного поля, создаваемого присутствующими.
Была сделана попытка классифицировать видения как разновидность телепатических галлюцинаций. Главным сторонником и пропагандистом этой теории был один из руководителей британского Общества психических исследований Фрэнк Подмор. Именно этой проблеме была посвящена его самая известная книга, «Видения и передача мысли» (англ. Apparitions and Thought Transference, 1894).
Ф. У. Майерс считал, что телепатия сама по себе не может объяснить природу видений. Он выдвинул теорию «психического вторжения», в результате которого возникает некий фантасмогенетический центр (англ. phantasmogenetic center) в среде, окружающей перципиента.
Тем не менее, парапсихологи, настроенные скептически в отношении спиритического феномена, считают, что именно теория телепатического общения способна сколько-нибудь правдоподобно объяснить результаты так называемой «перекрестной переписки», проводившейся в начале XX века при участии нескольких медиумов, находившихся в разных странах и даже на разных континентах.

#### Телепатия и психоактивные препараты
Некоторые путешественники, употреблявшие экстракт лианы Banisteriopsis caapi в тропических лесах Амазонии в составе напитка аяуаска, отмечали присутствие подобных телепатии эффектов в изменённом состоянии сознания, вызванном напитком. Колумбийский врач Гиллермо Фишер Карденас, впервые выделивший действующее вещество лианы (1923), назвал его «телепатин»; позже оказалось, что он тождественен гармину, выделяемому из семян гармалы обыкновенной.
Похожие на телепатию эффекты иногда отмечались Станиславом Грофом у испытуемых в ходе исследований по психотерапии с использованием ЛСД.

## Попытки объяснения
Несмотря на то, что убедительных доказательств существования телепатии не существует, начиная с XIX века были разработаны несколько теорий различной степени научности, которые пытаются объяснить это явление. Одной из наиболее популярных теорий, которые, как представлялось, объясняли феномен телепатии, была так называемая «волновая теория». Одним из её сторонников был Уильям Крукс, предполагавший существование неких «эфирных» волн малой амплитуды и большей нежели гамма-излучение частоты, которые, «пронизывая» человеческий мозг, способны вызывать в мозгу реципиента образ, аналогичный оригинальному.
Противники теории отмечали, что интенсивность волнового излучения ослабевает пропорционально квадрату расстояния, а телепатический образ, если верить сообщениям, может оставаться ярким даже на большом отдалении, более того, нередко принимает символические или видоизмененные формы. Отмечались случаи, когда умирающий человек появлялся перед мысленным взором реципиента во цвете сил и никоим образом своим видом не выражал страдания. «Мистер Л. Умирает от болезни сердца, находясь в постели. Примерно в это же время мистер Н. Дж. С. видит мистера Л. стоящим неподалёку от него с бодрым выражением лица, одетым словно бы на прогулку и с тростью в руке. Невозможно понять, каким образом некая система физических колебаний могла бы трансформировать таким образом физические факты», — писал Майерс.
Сэр Оливер Лодж, убеждённый в реальности феномена, говорил в 1903 году в интервью Pall Mall Magazine: «То, что мы определённо можем представить перед Королевским обществом и к чему мы можем изменить отношение мировой общественности, так это телепатия». Тем не менее, в книге «The Survival of Man» (1908) учёный выражал мнение, что экспериментальных свидетельств, подтверждающих «не-физическую природу» феномена передачи и принятие мысли, недостаточно.

## Телепатия и психоанализ
«Словарь психоанализа» (статья Софии де Мийоллы-Меллор) трактует телепатию как процесс, происходящий, «…когда физический акт, совершённый одним человеком, имеет своим результатом проведение того же физического акта другим человеком».
Несколько гипотез относительно возможности прямой передачи и принятия мысли от одного человека к другому разработал Зигмунд Фрейд. Он считал, что телепатия — рудиментарное средство общения между людьми и, возможно, «физический процесс, который стал ментальным — на двух окончаниях коммуникационной цепи». Вопросами, связанными с телепатией также интересовались Карл Юнг и Шандор Ференци.
Отношение Фрейда к телепатии было двойственным. С одной стороны, он рассматривал её как прямой путь, ведущий к глубинам подсознания, с другой — относился к феномену осторожно, опасаясь, что экспериментирующие с ним психоаналитики рискуют быть поставлены на один уровень с оккультистами.

## Исследования
В середине XX века, когда в популярной прессе широко освещалась тема «паранормальных явлений», в качестве метода для проверки телепатических способностей наиболее широко применялись карты Зенера. Многие представители научного сообщества часто утверждают, что ни в одном серьёзном исследовании эффект телепатии не дал результатов лучших, нежели среднестатистические результаты простого угадывания.
В нацистской Германии существовала служба «Аненербе», которая занималась не только оккультизмом, но ещё исследованием телепатии и поиском знаний с её помощью. В России и СССР такими исследованиями занимались видные учёные — в частности, академик Владимир Бехтерев. Проводились многочисленные лабораторные исследования людей, называвших себя «экстрасенсами»,— например, Нинель Кулагиной и Вольфа Мессинга. Несмотря на значительное количество проведённых тестов и затраченных средств, эксперименты с телепатией не смогли с определённостью выявить её существование.
Начиная с 1930-х годов, для исследования телепатии проводились так называемые эксперименты ганцфельда. В одном из вариантов такого эксперимента человек, якобы воспринимающий телепатический сигнал, находился в одиночестве в комнате. Ему на глаза надевали очки, в которых вместо стекол были половинки шариков для настольного тенниса, что обеспечивало получение ровного матового света. На уши надевали наушники, в которых звучал «белый шум». Затем «человек-излучатель», находящийся в другой комнате, внимательно рассматривал картинку, пытаясь мысленно передать её образ. Всего имелось четыре варианта картинок. «Человек-приемник» сообщал «принятые образы» наблюдателю, находящемуся в ещё одной комнате, после чего результаты сравнивались с картинкой, выбранной «человеком-излучателем». Поскольку в экспериментах применялось четыре различных вида картинок, то вероятность случайного отгадывания равнялась 25 %, однако в опытах получилось угадывание задуманного в 33—37 % случаев. Но после того, как непредвзятые специалисты строго проанализировали эксперименты на предмет возможных погрешностей, выяснилось, что достоверных результатов оказалось меньше, всего около 30 %. Этот уровень укладывался в сумму 25 % и возможной максимальной погрешности эксперимента. После этого интерес к таким экспериментам сократился.
С 1965 года исследования телепатии проводились Сибирским отделением АН СССР. Исследования производились в военных целях — изучалась возможность телепатической связи с подводными лодками и отслеживания приказов противника. В 1968 году программа была закрыта в связи с тем, что не было выявлено ни одного достоверного случая проявления телепатических эффектов.
По мнению авторов статьи «Экспериментальные доказательства парапсихологических явлений: обзор» от 24 мая 2018 года, опубликованной в «Американском психологе» (рецензируемом научном журнале Американской психологической ассоциации), имеются доказательства существования телепатии, которые нельзя легко объяснить некачественными исследованиями, мошенничеством, выборочными ошибочными сообщениями, экспериментальной или аналитической некомпетентностью или другими причинами.

## Критика
Несмотря на большое число тестов, проведённых с целью продемонстрировать телепатию, по мнению ряда учёных, не было получено никаких научных доказательств существования этого явления. Группа, назначенная Национальным исследовательским советом США для изучения заявлений о паранормальных явлениях, пришла к выводу, что «несмотря на 130-летний опыт научных исследований по таким вопросам, наш комитет не смог найти научного обоснования существования таких явлений, как экстрасенсорное восприятие, мысленная телепатия или „управление материей с помощью разума“. Оценка большого количества наилучших имеющихся данных просто не подтверждает утверждение о существовании этих явлений». Научное сообщество считает парапсихологию псевдонаукой. Механизм телепатии неизвестен.
Философ и физик Марио Бунге писал, что телепатия противоречит законам науки, а утверждение о том, что «сигналы могут передаваться в пространстве без ослабевания на расстоянии, несовместимо с физикой». Согласно физику Джону Тейлору, эксперименты, которые, по мнению парапсихологов, подтверждают существование телепатии, основаны на использовании сомнительного статистического анализа и некачественной конструкции, и попытки воспроизвести такие эксперименты научным сообществом потерпели неудачу. Тейлор также писал, что аргументы, используемые парапсихологами в пользу возможности таких явлений, основаны на искажениях теоретической физики, а также на «полном незнании» соответствующих областей физики.
Психолог Стюарт Сазерленд писал, что случаи телепатии можно объяснить тем, что люди недооценивают вероятность совпадений. По словам Сазерленда, «большинство историй об этом явлении касаются близких друг другу людей — мужа и жены или брата и сестры». Грэм Рид, специалист по аномальной психологии, отметил, что эксперименты с телепатией часто включают в себя расслабленное состояние испытуемого и передачу «сообщений», состоящих из цветных геометрических фигур. Рид писал, что это обычный тип гипнагогических образов, а не свидетельство телепатического общения.
Несмотря на то, что парапсихологи считают некоторые случаи телепатии реальными, учёные считают, что эти случаи объясняются мошенничеством, самовнушением или самообманом. Психологические исследования также выявили другие объяснения, такие как предвзятость подтверждения, предвзятость ожидания, сенсорная утечка, субъективное подтверждение и принятие желаемого за действительное. Практически все сообщения о более популярных психических явлениях, таких как медиумизм, связаны с применением таких методов как холодное чтение.
Научные скептики, например, иллюзионист Джеймс Рэнди, считают, что на сегодняшний момент нет ни одного научно подтверждённого доказательства существования телепатии.
Польский писатель и философ Станислав Лем выдвинул «эволюционный» аргумент против телепатии в качестве основного:

…количество людей, видевших, слышавших или переживавших «телепатические явления», каким бы оно ни было, близко к нулю по сравнению с количеством «экспериментов», какие провела естественная эволюция за время существования видов, на протяжении миллиардов лет. И если эволюции не удалось «накопить» телепатических признаков, то это значит, что нечего было накапливать, отсеивать и сгущать.

## Передача и принятие мыслей с помощью вживлённых чипов

Передача и принятие мысленных команд компьютеру с помощью вживленного в мозг нейрочипа

По мнению некоторых исследователей (в частности, относящих себя к трансгуманистам), хотя телепатии и не существует, в будущем возможно создание новых способов передачи мысли с помощью высоких технологий. Одним из идеологов этого направления является Кевин Уорик, участник разработок по созданию реализуемой на практике безопасной технологии для объединения нервных систем нескольких организмов друг с другом и компьютером. Он считает, что реализованная научными средствами «телепатия» в будущем может стать важной формой общения. По мнению Варвика, эта технология получит широкую популярность из-за естественного отбора, по той причине, что у многих будет потребность в «телепатии» по экономическим и социальным причинам. Сходные идеи высказывал ведущий российский нейробиолог Константин Анохин
В начале 2013 года учёные Даремского университета в ходе опытов по вживлению в мозг электродов впервые экспериментально доказали возможность взаимодействия двух сознаний минуя сигнальную систему (то есть без посредства звуков, символов, знаков, цветов и т. п.). Крысам вживляли электроды в одинаковые точки мозга и заставляли их решать совместную задачу. При этом сами крысы были в разных городах, а возникающее при решении задачи электрическое напряжение на электроде первой крысы снималось и передавалось через сеть Интернет на электрод другой крысы, восстанавливая в её мозгу те электрические импульсы, что производила первая крыса. По мнению учёных, крысы не были способны понять, что на них воздействуют как-либо извне, так что вторая крыса не воспринимала эти импульсы как внешний сигнал. Первая крыса должна была решить задачу, при правильном решении которой получала награду, но только том в случае, если и вторая крыса, не имевшая необходимой для этого информации, принимала то же решение. При ошибке второй крысы обе крысы не получали корма. В этом случае первая крыса повторяла правильные действия до тех пор, пока и вторая не совершала их. Обе крысы ничего не знали о существовании друг друга, ощущая другую, по мнению учёных, как нечто в своём сознании. Таким образом вторая крыса в принятии решения руководствовалась «интуицией», «внутренним чувством» — импульсами от первой крысы. Результат второй крысы составил 70 % правильных ответов, что значительно превосходит число правильных ответов при случайном совпадении.

## Фильмография
- «С точки зрения науки: Телепатия» (англ. Telepathy Investigated) — научно-популярный фильм, снятый Национальным географическим обществом в рамках цикла «С точки зрения науки» (англ. Naked Science) в 2007 г.
- Непознанное. (3-й выпуск) Телепатия (Режиссёр Кристиан Фрей), 2012, Документальный фильм. Производство: MPR Film und Fernseh Produktion GmbH, ООО «Центр локализации „Кириллица“», ООО «Телеканал ТВ3».